# اتحاد الجنوب العربي
اتحاد الجنوب العربي هو اتحاد ضم 12 سلطنة ومشيخة عام 1962 أثناء الاستعمار البريطاني للجزء الجنوبي من اليمن، ثم ضُمت إليه ولاية عدن عام 1963، ثم سلطنات الواحدي الحضرمية عام 1964، ولم تنضم باقي سلطنة المهرة وسلطنات حضرموت له إضافة إلى سلطنة يافع العليا، تأسس الإتحاد برعاية بريطانية وانتهى عام 1967 عقب ثورة 14 أكتوبر التي أدت لرحيل الاستعمار البريطاني وقيام جمهورية اليمن الديمقراطية الشعبية.

## ولايات الإتحاد
- ولاية عدن
- سلطنة لحج
- سلطنة الفضلي
- سلطنة العوذلي
- سلطنة الواحدي (السلطنة الوحيدة من سلطنات حضرموت التي وافقت على الانضمام لإتحاد الجنوب العربي بعد رفض باقي السلطنات الحضرمية)
- سلطنة العوالق العليا
- سلطنة العوالق السفلى
- سلطنة يافع السفلى
- سلطنة الحواشب
- سلطنة الصبيحي
- إمارة بيحان
- إمارة الضالع
- مشيخة القطيبي
- مشيخة العلوي
- مشيخة العقربي
- مشيخة دثينة
- مشيخة العوالق العليا
- مشيخة المفلحي
- مشيخة الشعيب

## قادة الاتحاد

### المندوبون الساميون
- سير تشارلز هيبرون جونستون (18 يناير، 1963 - 17 يوليو، 1963)
- سير جيرالد كينيدي سكيس (17 يوليو، 1963 - 21 ديسمبر، 1964)
- سير ريتشارد جوردن تيرنبول (21 ديسمبر، 1964 - 22 مايو، 1967)
- سير همفري تريفليان (مايو، 1967 - 30 نوفمبر، 1967)

### رؤساء الوزراء
- حسن علي بيومي (18 يناير، 1963 - 24 يونيو، 1963)
- زين عبده باهارون (9 يوليو، 1963 - 23 يناير، 1965)
- عبد القوي مكاوي (7 مارس، 1965 - 25 سبتمبر، 1965)
- علي مسعد البابكري (25 سبتمبر، 1965 - 30 أغسطس، 1966)
- صالح العوذلي (30 أغسطس، 1966 - 30 نوفمبر، 1967)

## طوابع البريد

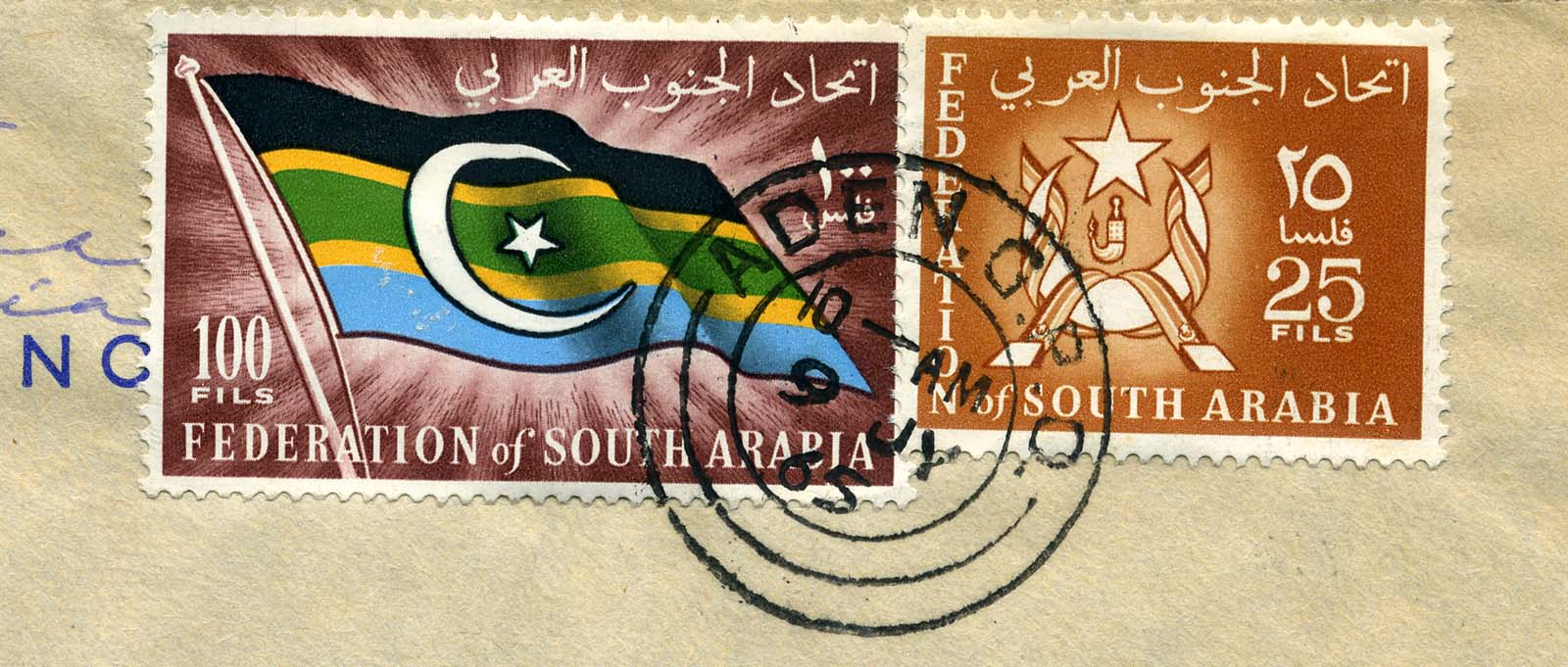
اثنان من طوابع البريد في عدن

أصدر الاتحاد أختامه البريدية الخاصة بداية من 1963 وحتى 1966. معظم ما تم إصداره من الطوابع كان مشابهاً لما تم إصداره في دول الكومنولث التابعة للإمبراطورية البريطانية. أصدر الاتحاد في 1 أبريل، 1965 مجموعة بريدية مكونة من 14 طابعًا العشرة الأولى منها؛ كانت تصور أسلحة جيش الاتحاد، وهي من فئات بين 5 فلوس و 75 فلساً، بينما الأربعة الأخرى كانت تعرض علم الاتحاد، وفئاتها: 100 فلس، و 250 فلساً، و 500 فلس، ودينار واحد.

## أنظر أيضاً
محمية الجنوب العربي